# Barbus raimbaulti
Barbus raimbaulti е вид лъчеперка от семейство Шаранови (Cyprinidae). Видът е уязвим и сериозно застрашен от изчезване.

## Разпространение
Разпространен е в Гвинея.

## Описание
На дължина достигат до 6,1 cm.